# Blågröe
Blågröe (Poa glauca) är en gräsart som beskrevs av Vahl. Enligt Catalogue of Life ingår Blågröe i släktet gröen och familjen gräs, men enligt Dyntaxa är tillhörigheten istället släktet gröen och familjen gräs. Arten är reproducerande i Sverige. Inga underarter finns listade i Catalogue of Life.

## Bildgalleri

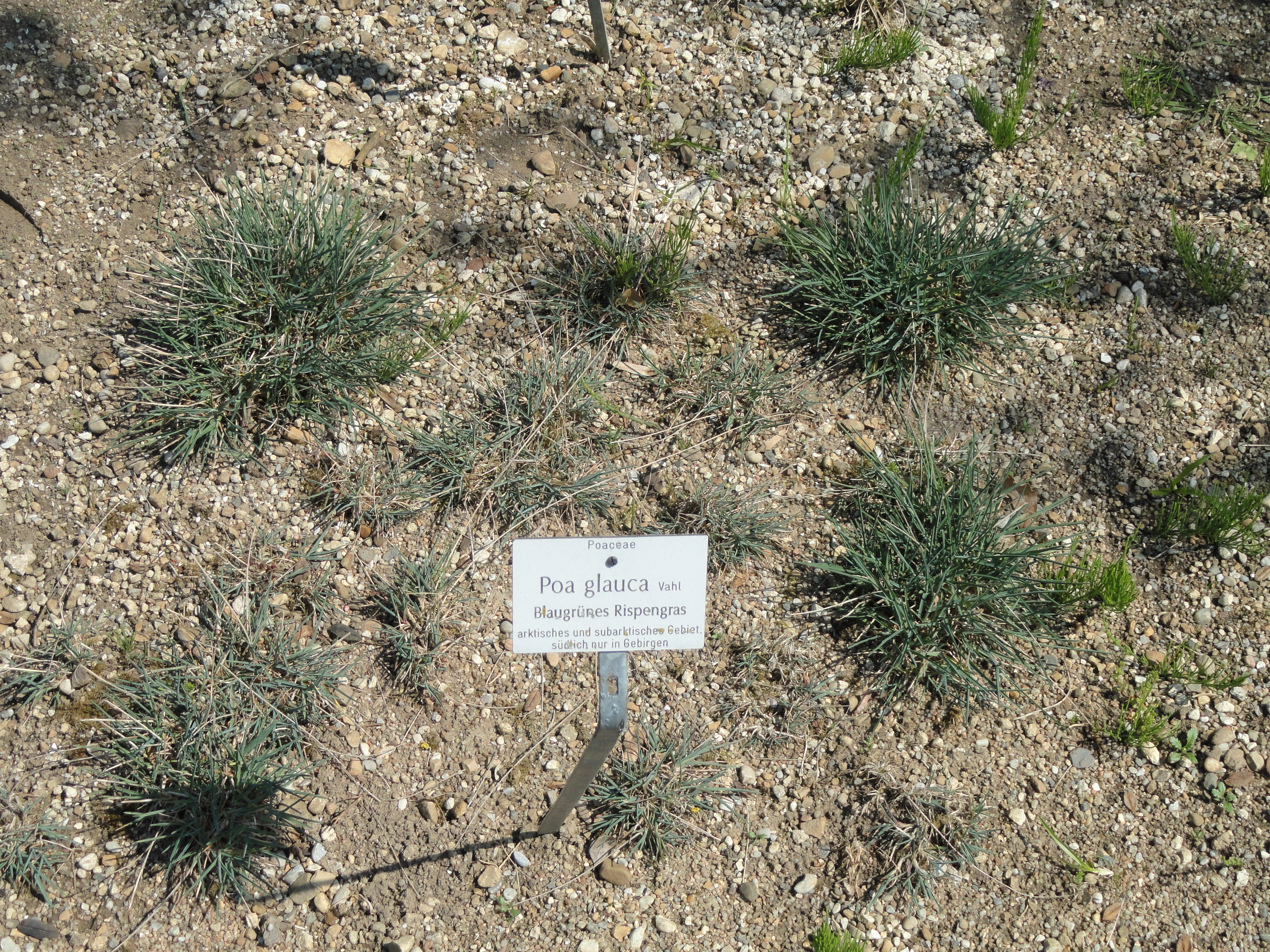
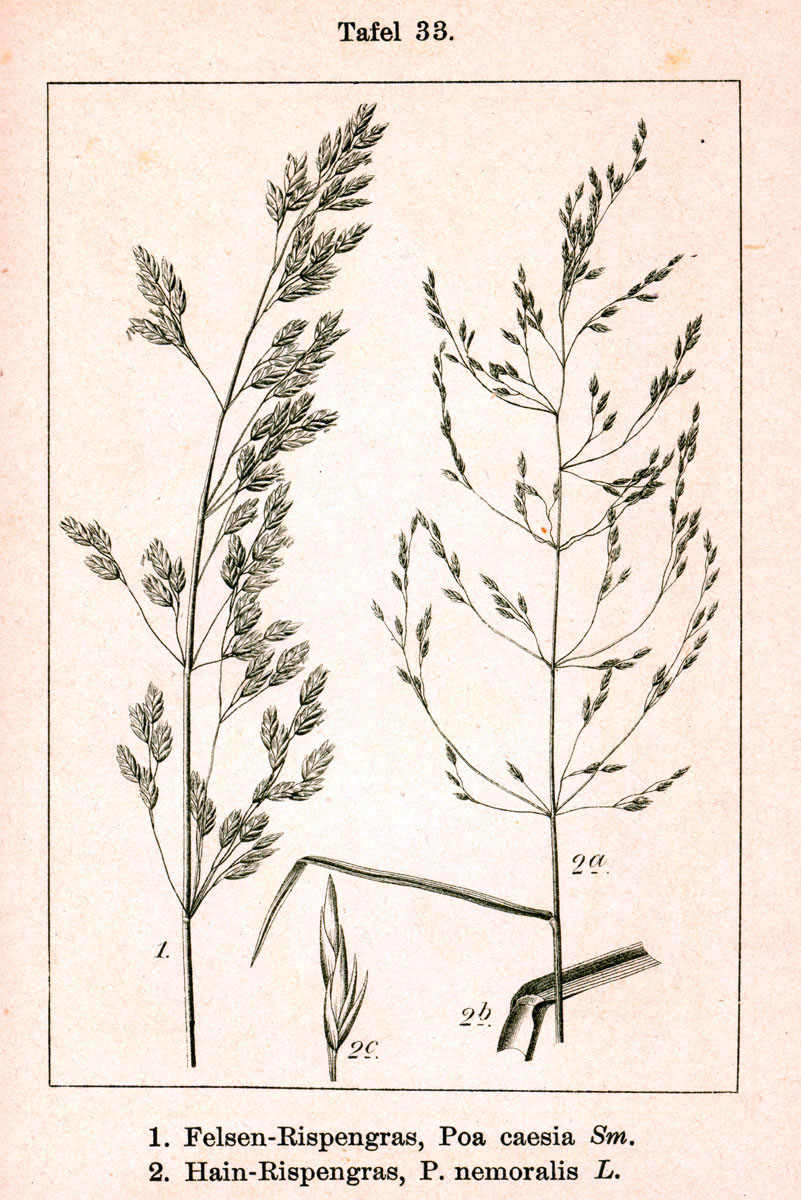